# Sekundærrute 475
De Sekundærrute 475 is een secundaire weg in Denemarken. De weg loopt van Hjerting via Alslev en Varde naar Tofterup. De Sekundærrute 475 loopt door Zuid-Denemarken en is ongeveer 37 kilometer lang.